# Mistrovství Asie a Oceánie v ledním hokeji do 18 let 2001
Mistrovství Asie a Oceánie v ledním hokeji do 18 let 2001 byl osmnáctý asijský U18 turnaj v ledním hokeji. Bylo to potřetí a naposledy, kdy byl rozdělen do dvou divizí a také potřetí byl součástí Mistrovství světa do 18 let.

## Divize I
Turnaj divize I se konal od 8. března do 11. března 2001 v Soulu v Jižní Koreji. Turnaje se zúčastnila čtyři družstva, která se v předchozím ročníku umístila na druhém až čtvrtém místě a vítěz divize II. Hrála spolu jednokolově každé s každým. Vítězství si připsali junioři domácí Jižní Koreje před juniory Číny a juniory Austrálie. Vítězstvím si Jižní Korea zajistila účast ve skupině B Mistrovství světa v následujícím roce. Z divize I nikdo nesestoupil.

### Výsledky
|    |             | Jižní Korea | Čína | Austrálie | Nový Zéland | V | R | P | VG | OG | B |
| 1. | Jižní Korea | ***         | 6:2  | 11:1      | 22:1        | 3 | 0 | 0 | 39 | 4  | 6 |
| 2. | Čína        | 2:6         | ***  | 2:2       | 22:0        | 1 | 1 | 1 | 26 | 8  | 3 |
| 3. | Austrálie   | 1:11        | 2:2  | ***       | 8:3         | 1 | 1 | 1 | 11 | 16 | 3 |
| 4. | Nový Zéland | 1:22        | 0:22 | 3:8       | ***         | 0 | 0 | 3 | 4  | 52 | 0 |

## Divize II
Turnaj divize II se konal od 9. do 11. března 2001 v Soulu v Jižní Koreji zároveň s turnajem Divize I. Turnaje se zúčastnila tři družstva, která hrála jednokolově každé s každým. Vítězství si připsali junioři Mongolska před juniory Tchaj-wanu a juniory Thajska. Vítězstvím si Mongolsko zajistilo účast v divizi I v následujícím roce, nicméně reorganizací byly obě divize sloučeny.

### Výsledky
|    |           | Mongolsko | Tchaj-wan | Thajsko | V | R | P | VG | OG | B |
| 1. | Mongolsko | ***       | 10:3      | 12:1    | 2 | 0 | 0 | 22 | 4  | 4 |
| 2. | Tchaj-wan | 3:10      | ***       | 3:1     | 1 | 0 | 1 | 6  | 11 | 2 |
| 3. | Thajsko   | 1:12      | 1:3       | ***     | 0 | 0 | 2 | 2  | 15 | 0 |